# Ovidia conicicollis
Ovidia conicicollis is een vliesvleugelig insect uit de familie Torymidae. De wetenschappelijke naam is voor het eerst geldig gepubliceerd in 1924 door Girault.